# Jazzåret 1970
Jazzåret 1970

## Händelser
- Juli: Lee Morgan spelar in Live at the Lighthouse på Lighthouse Café i Hermosa Beach, California

## Album som gavs ut
- Paul Bley: Improvisie (1970)
- Marion Brown: Afternoon of a Georgia Faun (1970)
- Alice Coltrane: Ptah The El Daoud (1970)
- McCoy Tyner: Extensions (1970)
- Art Ensemble of Chicago: Les Stances A Sophie (1970)
- Sonny Sharrock: Monkey-Pockie-Boo (1970)
- Freddie Hubbard: Straight Life (1970)
- Art Ensemble of Chicago: With Fontella Bass (1970)
- Pharoah Sanders: Summon Bukmun Umyun (1970)
- Jan Garbarek: Afric Pepperbird (1970)
- Evan Parker: The Topography of the Lungs (1970)
- Herbie Hancock: Mwandishi (1970)
- Spontaneous Music Ensemble: So What Do You Think (1970)
- Alice Coltrane: Journey in Satchidananda (1970)
- Stanley Turrentine: Sugar (1970)
- Woody Shaw: Blackstone Legacy (1970)
- Freddie Hubbard: Red Clay (1970)
- McCoy Tyner: Asante (1970)
- Miles Davis: Big Fun (1970)
- Leon Thomas: Album (1970)
- Hubert Laws: Afro Classic (1970)
- John McLaughlin: My Goals Beyond (1970)
- ICP Orchestra: Groupcomposing (1970)
- Guenter Hampel: People Symphony (1970)
- Keith Tippett: Dedicated To You But You Weren't Listening (1970)
- Misha Mengelberg: Instant Composers Pool 005 (1970)
- Guenter Hampel: Ballet-Symphony (1970)
- Chris McGregor: And the Brotherhood of Breath (1970)
- Joe McPhee: Nation Time (1970)

## Avlidna
- Albert Ayler,
- Barney Rapp,
- Billy Stewart,
- Booker Ervin,
- Cliff Jackson,
- Don Stovall,
- Elmer Schoebel,
- Emile Barnes,
- Fernando Arbello,
- Jack Sels,
- Johnny Hodges,
- Lem Davis,
- Lonnie Johnson,
- Otto Hardwick,
- Phil Spitalny,
- Ralph Escudero,
- Scoops Carry,

## Födda
- Adam Cruz,
- Adam Pieronczyk,
- Alvester Garnett,
- Anna Maria Jopek,
- Avishai Cohen,
- Bernardo Sassetti,
- Brad Mehldau,
- Brian Blade,
- Chris Fryar,
- Chris Tarry,
- Eric Reed (musiker),
- Erik van der Luijt,
- Frank McComb,
- Geoffrey Keezer,
- Glenn Corneille,
- Haydain Neale,
- Jeremy Davenport,
- Jesse Harris,
- Jimmy Bennington,
- Justin Hayford,
- Keith Anderson (saxofonist),
- Kenya Hathaway,
- Kurt Rosenwinkel,
- Lullaby Baxter,
- Marco Minnemann,
- Marlon Jordan,
- Matt Garrison,
- Matt Lavelle,
- Michael Schiefel,
- Médéric Collignon,
- Neil Yates,
- Norman Brown (gitarrist),
- Peter Martin (jazzpianist),
- Roger Cicero,
- Ron Westray,
- Susanne Abbuehl,
- Susie Ibarra,
- Toby Smith,
- Tom Brantley,
- Tord Gustavsen,